# Anna Ratkó
Anna Ratkó, née le 19 août 1903 à Nána (Empire austro-hongrois) et morte le 20 juillet 1981 à Budapest (Hongrie), est une femme politique communiste hongroise. Elle est ministre de la Santé entre 1948 et 1953, ainsi que députée entre 1945 et 1956. Elle est la première femme ministre de l'histoire politique hongroise (durant la République populaire de Hongrie).

## Biographie
Anna Ratko aurait prétexté une maladie pour ne pas assister aux funérailles de Joseph Staline, en 1953.

## Source
- (hu) Cet article est partiellement ou en totalité issu de l’article de Wikipédia en hongrois intitulé « Ratkó Anna » (voir la liste des auteurs).

- (eo) Cet article est partiellement ou en totalité issu de l’article de Wikipédia en espéranto intitulé « Anna Ratkó » (voir la liste des auteurs).